# ウィリー・ペラルタ
ウィリー・ペラルタ（Wily Peralta , 1989年5月8日 - ）は、ドミニカ共和国サマナ州サマナ出身のプロ野球選手（投手）。右投右打。

## 経歴

### プロ入りとブルワーズ時代

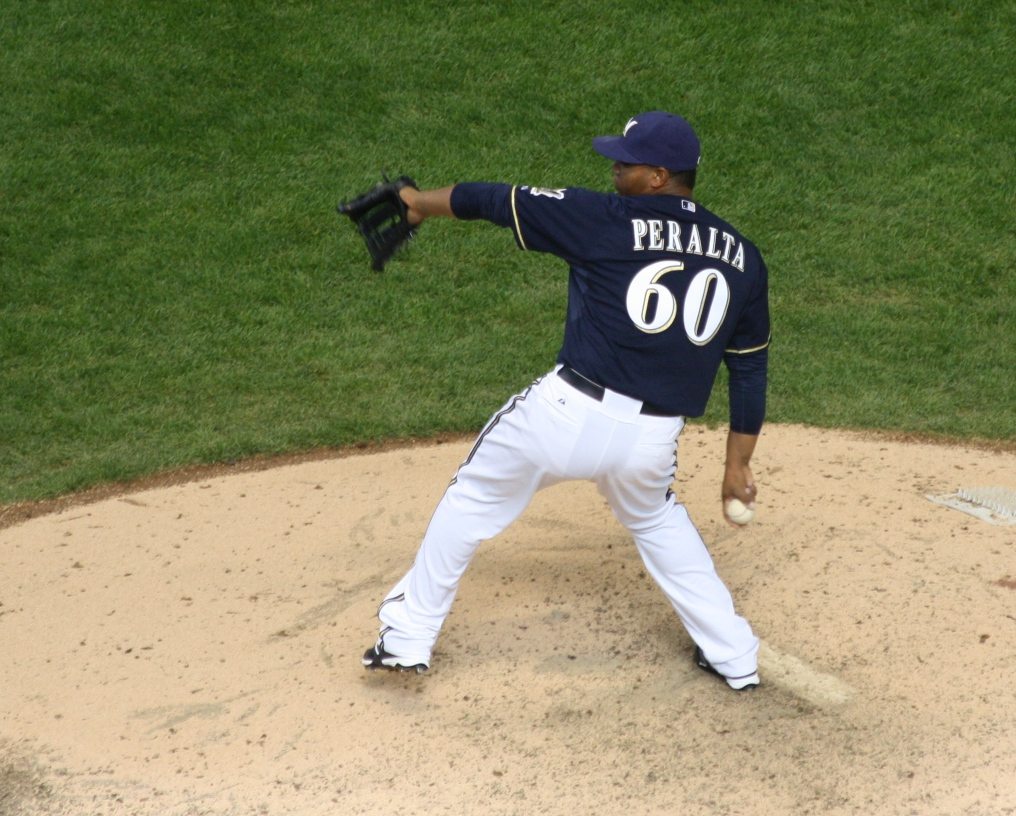
ミルウォーキー・ブルワーズ時代
（2012年4月22日）

2005年にアマチュア・フリーエージェントでミルウォーキー・ブルワーズと契約してプロ入り。
2011年にAA級ハンツビル・スターズとAAA級ナッシュビル・サウンズで好成績を収め、オフにはMLB.comからブルワーズのNo.1プロスペクトに認定される。
2012年4月22日のコロラド・ロッキーズ戦でメジャーデビューを果たした。キャメロン・ローの忌引リスト入りに伴う昇格だったため、1試合の登板でマイナーへ戻った。セプテンバーコールアップで再昇格し、9月5日のマイアミ・マーリンズ戦でメジャー初勝利を挙げた。この年メジャーでは6試合に投げ、うち5試合で先発登板した。2勝1敗、防御率2.48、WHIP1.21という成績を記録し、ルーキーイヤーから結果を残した。
2013年は先発ローテーションに入り、7月9日にはチームでは2011年のヨバニ・ガヤルド以来となる完封勝利を記録。最終的には30試合に登板して規定投球回もクリアし、11勝15敗、防御率4.37、73四球（ナショナルリーグワースト7位タイ）、129奪三振という及第点レベルの成績を残した。
2014年、前年と同数の32試合に先発登板し、先発投手としてはトップクラスとなる、速球の平均速度154km/hを記録。防御率3.53・17勝11敗・WHIP1.30という好成績をマークした。勝利数はナ・リーグ5位タイで、防御率とWHIPも大幅に改善させ、エース格の存在に出世した。
2015年は20試合の先発登板に留まり、規定投球回に届かなかった。防御率4.72はメジャーデビュー以来で自己ワーストの数値で、5勝10敗と大きく負け越すなど、これまでの順調なキャリアと比して壁に突き当たった恰好となった。
2016年は23試合に先発登板し、2年連続で規定投球回に届かなかった。防御率は更に悪化して4.86で、7勝11敗・WHIP1.53と2年連続で負け越し、苦しいシーズンを過ごした。
2017年開幕前の2月8日に第4回WBCのドミニカ共和国代表に選出された。7月29日にDFAとなり、8月3日にマイナー契約でAAA級コロラドスプリングス・スカイソックスへ配属された。10月3日にFAとなった。

### ロイヤルズ時代
2017年12月5日にカンザスシティ・ロイヤルズと1年総額150万ドル（2019年は球団側に選択権のある25000ドルのバイアウト付き300万ドルのオプション契約）で契約した。
2018年3月29日にDFAとなり、31日にマイナー契約で傘下のAAA級オマハ・ストームチェイサーズへ配属された。6月17日にメジャー契約を結んでアクティブ・ロースター入りした。
2019年7月20日に再びDFAとなり、24日にFAとなった。

### タイガース時代
2020年は未所属のまま過ごした後、2021年2月18日にデトロイト・タイガースとマイナー契約を結び、スプリングトレーニングに招待選手として参加することになった。シーズンでは5月のマイナーリーグ開幕から傘下のAAA級トレド・マッドヘンズでプレーし、6月15日にメジャー契約を結んでアクティブ・ロースター入りした。同日のロイヤルズ戦で2年ぶりのメジャー復帰登板を果たした。この年メジャーでは19試合（先発18試合）に登板して4勝5敗、防御率3.07、58奪三振を記録した。オフの11月3日にFAとなった。
2022年3月16日にタイガースとマイナー契約で再契約を結んだ。開幕はAAA級トレドで迎え、4月16日にメジャー契約を結んでアクティブ・ロースター入りした。

## 選手としての特徴
平均96.1mph（約154.7km/h）のフォーシームが全投球の約半数、平均96.4mph（約155.1km/h）のシンカーが約2割を占める。変化球はスライダーが24%と多く、チェンジアップは6%と少なめである（※データは2012年のPITCHf/x）。三振を奪う能力は高いが、コントロールに不安を残す。

## 詳細情報

### 年度別投手成績
| 年 度     | 球 団     | 登 板 | 先 発 | 完 投 | 完 封 | 無 四 球 | 勝 利 | 敗 戦 | セ 丨 ブ | ホ 丨 ル ド | 勝 率 | 打 者 | 投 球 回 | 被 安 打 | 被 本 塁 打 | 与 四 球 | 敬 遠 | 与 死 球 | 奪 三 振 | 暴 投 | ボ 丨 ク | 失 点 | 自 責 点 | 防 御 率 | W H I P |
| --------- | --------- | ----- | ----- | ----- | ----- | -------- | ----- | ----- | -------- | ----------- | ----- | ----- | -------- | -------- | ----------- | -------- | ----- | -------- | -------- | ----- | -------- | ----- | -------- | -------- | ------- |
| 2012      | MIL       | 6     | 5     | 0     | 0     | 0        | 2     | 1     | 0        | 0           | .667  | 113   | 29.0     | 24       | 0           | 11       | 0     | 0        | 23       | 1     | 0        | 8     | 8        | 2.48     | 1.21    |
| 2013      | MIL       | 32    | 32    | 2     | 1     | 0        | 11    | 15    | 0        | 0           | .423  | 802   | 183.1    | 187      | 19          | 73       | 3     | 7        | 129      | 12    | 0        | 107   | 89       | 4.37     | 1.42    |
| 2014      | MIL       | 32    | 32    | 0     | 0     | 0        | 17    | 11    | 0        | 0           | .607  | 838   | 198.2    | 198      | 23          | 61       | 0     | 7        | 154      | 7     | 0        | 88    | 78       | 3.53     | 1.30    |
| 2015      | MIL       | 20    | 20    | 0     | 0     | 0        | 5     | 10    | 0        | 0           | .333  | 478   | 108.2    | 130      | 14          | 37       | 2     | 4        | 60       | 5     | 1        | 60    | 57       | 4.72     | 1.54    |
| 2016      | MIL       | 23    | 23    | 0     | 0     | 0        | 7     | 11    | 0        | 0           | .389  | 554   | 127.2    | 152      | 19          | 43       | 1     | 3        | 93       | 0     | 0        | 73    | 69       | 4.72     | 1.53    |
| 2017      | MIL       | 19    | 8     | 0     | 0     | 0        | 5     | 4     | 0        | 0           | .556  | 269   | 57.1     | 73       | 10          | 32       | 2     | 1        | 52       | 5     | 0        | 51    | 50       | 7.85     | 1.83    |
| 2018      | KC        | 37    | 0     | 0     | 0     | 0        | 1     | 0     | 14       | 1           | 1.000 | 149   | 34.1     | 28       | 4           | 23       | 1     | 1        | 35       | 4     | 0        | 14    | 14       | 3.67     | 1.49    |
| 2019      | KC        | 42    | 0     | 0     | 0     | 0        | 2     | 4     | 2        | 5           | .333  | 176   | 40.1     | 45       | 7           | 19       | 1     | 2        | 24       | 0     | 0        | 28    | 26       | 5.80     | 1.59    |
| 2021      | DET       | 19    | 18    | 0     | 0     | 0        | 4     | 5     | 0        | 1           | .444  | 402   | 93.2     | 87       | 12          | 38       | 0     | 4        | 58       | 1     | 0        | 41    | 32       | 3.07     | 1.34    |
| 2022      | DET       | 28    | 1     | 0     | 0     | 0        | 2     | 0     | 0        | 2           | 1.000 | 168   | 38.1     | 34       | 2           | 24       | 0     | 1        | 32       | 1     | 0        | 12    | 11       | 2.58     | 1.51    |
| MLB：10年 | MLB：10年 | 258   | 139   | 2     | 1     | 0        | 56    | 61    | 16       | 9           | .479  | 3949  | 911.1    | 958      | 110         | 361      | 10    | 30       | 660      | 36    | 1        | 482   | 434      | 4.29     | 1.45    |

- 2022年度シーズン終了時

### 代表歴
- 2017 ワールド・ベースボール・クラシック・ドミニカ共和国代表

### 背番号
- 60（2012年 - 2013年）
- 38（2014年 - 2017年）
- 43（2018年 - 2019年）
- 58（2021年 - ）